# وادي حجاب
وادي حجاب هو واد صغير في سراة بلقرن يسيل شرقاً حتى يلتقي مع وادي ماسرة من روافد وادي ترج، وسمي بهذا الاسم لحجبه روافد وادي تبالة عن روافد وادي ترج، وعليه عدة قرى لآل سليمان ولدحيم من بلقرن منها قرية آل عليان، وقرية منصورة، وقرية الحمراء، وقرية آل محقن، وقرية دار الصفا. كان يقام به سوق السبت الأسبوعي في حجاب.